# Hieronymus Merkle
Pour les articles homonymes, voir Merkle.
Hieronymus Merkle, né le 28 septembre 1887 à Schrezheim (de) et mort le 24 février 1970 à Neustadt an der Weinstraße, est un homme politique allemand du NSDAP.

## Biographie
Après ses études, Hieronymus Merkle travailla dans les chemins de fer. Merkle prit part, comme simple soldat, à la Première Guerre mondiale. Pendant la République de Weimar, il devint membre en 1923-1924 du Nationalsozialistische Freiheitspartei. À partir de 1929, Merkle adhèra au parti nazi, dans lequel il assuma des responsabilités à partir de 1930. D'abord Ortsgruppenleiter, chef local, il devient Kreisleiter, chef d'arrondissement, en 1932, à Neustadt an der Weinstrasse.
Pendant la Seconde Guerre mondiale, Merkle fut nommé Kreisleiter à Saint-Avold de  juillet 1940 à août 1942, puis cumula  ce  poste avec celui de Metz Ville  de  septembre 41 à août 1942 ainsi que Metz Campagne jusqu'en janvier 1942. Le 1er septembre 1942, il fut nommé Kreisleiter et Oberbürgermeister à Frankenthal. Le 6 novembre 1942,  Merkle reprit le mandat du député Julius Weber au Reichstag. Il représenta la Rhénanie-Palatinat-Sarre jusqu'à la fin de la guerre. D'avril à juin 1948, Merkle fut jugé par un tribunal militaire britannique à Hambourg. Finalement acquitté, il se retira à Neustadt an der Weinstrasse.

## Sources
- Joachim Lilla, Martin Döring: Statisten in Uniform. Die Mitglieder des Reichstags 1933–1945. Droste, Düsseldorf, 2004 (p. 413).
- Erich Stockhorst: 5000 Köpfe – Wer war was im Dritten Reich. Arndt, Kiel, 2000.
- Handbuch der Reichstag 1943